# Diou (Mali)
Pour les articles homonymes, voir Diou.
Diou est une commune du Mali, dans le cercle de Kadiolo et la région de Sikasso.